# Porosły
Porosły – wieś w Polsce położona w województwie podlaskim, w powiecie białostockim, w gminie Choroszcz.

## Historia
W 1906 r. wieś liczyła 255 mieszkańców, w tym 215 prawosławnych i 40 katolików.
W 1921 r. wieś liczyła 41 domów i 97 mieszkańców, w tym 52 katolików i 45 prawosławnych.
W latach 1975–1998 miejscowość administracyjnie należała do województwa białostockiego.
W 2013 r. dokonano renowacji zabytkowego krzyża wotywnego z cyrylicznymi inskrypcjami pochodzącego z 1913 r., stojącego przed siedzibą Podlaskiej Izby Rolniczej w Porosłach. Odrestaurowany krzyż został uroczyście poświęcony przez biskupa supraskiego Grzegorza Charkiewicza w dniu 21 czerwca 2013.
W przeszłości mieszkańcy wsi posługiwali się dialektem języka białoruskiego, bardzo zbliżonym do jego wersji literackiej.
Obecnie w strukturach administracyjnych kościoła prawosławnego Porosły podlegają parafii Zaśnięcia Najświętszej Maryi Panny w Starosielcach.

## Urodzeni
- Mieczysław Walesiuk - oficer 10 pułku Ułanów Litewskich

## Transport
Przez miejscowość przechodzą drogi:
- droga międzynarodowa E67 Helsinki – Kowno – Warszawa – Praga,
- droga ekspresowa S8 Kudowa-Zdrój - Wrocław - Warszawa - Białystok - Suwałki - Budzisko

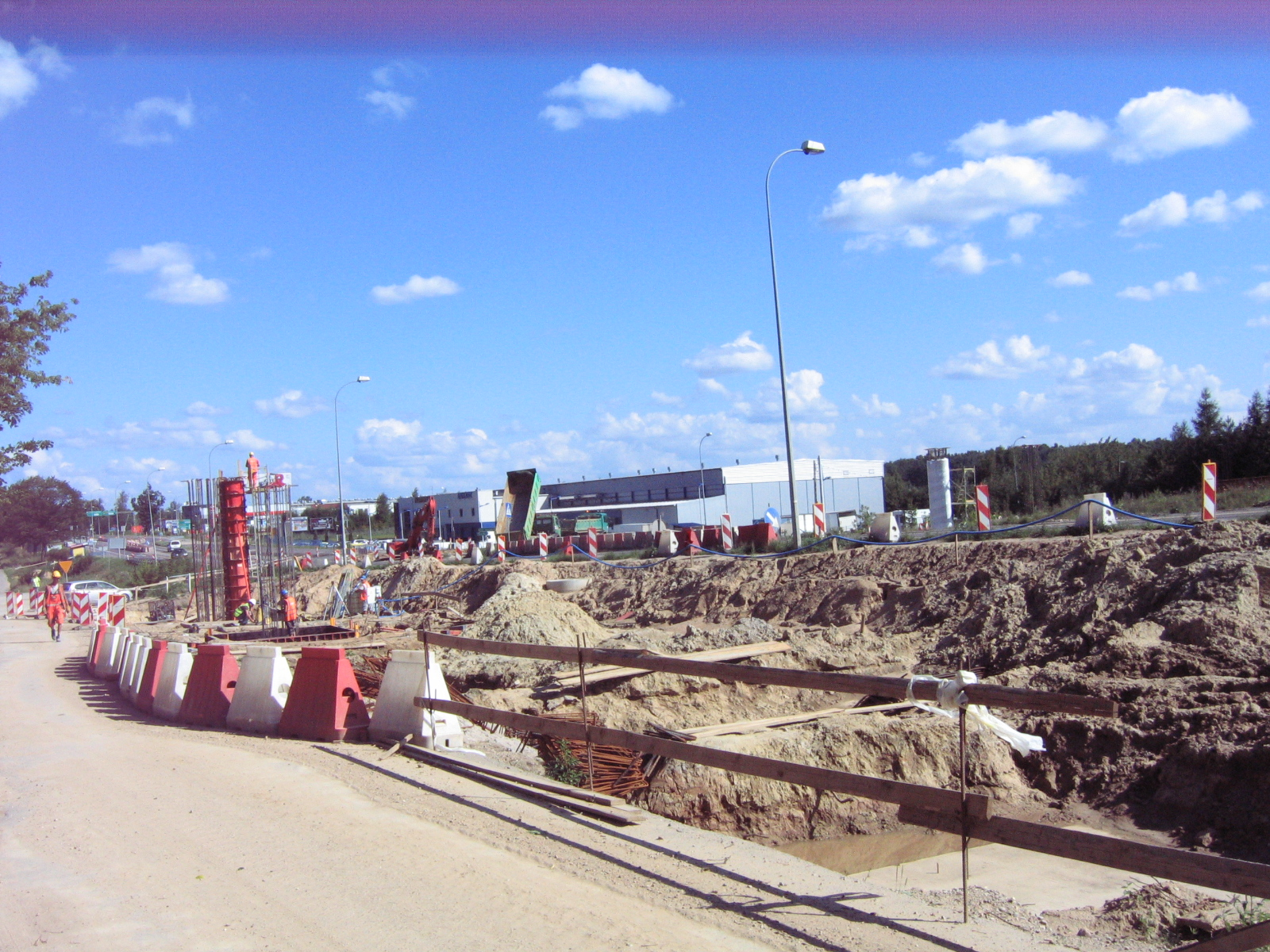
Budowa kładki dla pieszych nad S8 sierpień 2011